# Jeneč
Jeneč là một làng thuộc huyện Praha-západ, vùng Středočeský, Cộng hòa Séc.